# Jacquot de Nantes
Jacquot de Nantes é um filme francês dirigido por Agnès Varda, lançado em 1991. O filme foi realizado durante a doença que levaria à morte do diretor Jacques Demy, e consta com uma dramatização de suas memórias, com cortes para suas produções cinematográficas e pequenas cenas documentais retratando-o. Foi apresentado fora de competição no Festival de Cinema de Cannes em 1991.
Varda queria que Demy estivesse presente durante as filmagens do filme. Assim, quando a doença deste último se agravou, a garagem de Demy foi transformada em estúdio para que ele pudesse acompanhar as filmagens enquanto recebia cuidados médicos.[carece de fontes?]

## Sinopse
O filme traça a infância e adolescência do diretor Jacques Demy em Nantes, na França ocupada. O pequeno Jacques, conhecido como Jacquot, mora em cima da garagem da família. Muito rapidamente sonhou com cinema e direção. Ele comprou uma minúscula câmera de filme 9,5mm para filmar seus primeiros trabalhos, que envolviam principalmente animações em stop motion. Após discussões com o pai e ao ter seu talento reconhecido, acabou partindo para Paris para ter aulas em uma escola de cinema.
A narração é intercalada com trechos de filmes realizados no passado por Jacques Demy, como Les Demoiselles de Rochefort e Peau d'Âne. O filme evoca principalmente a juventude de Jacques Demy, mas também os seus últimos meses, através de planos prolongados (por vezes muito próximos) do seu rosto e do seu corpo; Demy morreu logo após o final das filmagens. O filme está imbuído do carinho que Agnès Varda tinha pelo marido e da admiração pelo diretor.